# Entrez
 (janvier 2017).

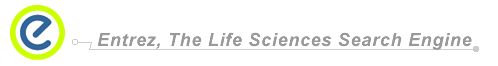
Logo d'Entrez

Le système global de recherches inter-bases de données Entrez (en anglais Entrez Global Query Cross-Database Search System) permet d'accéder à des bases de données du site internet du National Center for Biotechnology Information (NCBI). Le NCBI fait partie de la National Library of Medicine (NLM), qui est elle-même un département des National Institutes of Health (NIH) du gouvernement des États-Unis.

## Bases de données
Entrez permet de faire une recherche globale ou filtrée dans les bases de données suivantes :
- All Databases : recherche dans toutes les bases de données ci-dessous
- NCBI web site : NCBI web and FTP web sites
- PubMed : littérature scientifique et biomédicale avec le plus souvent accès aux résumés (en anglais : abstracts). La consultation de l'article intégral est également possible pour certains journaux lorsqu'un lien a été établi avec l'éditeur.
- Protein : recherche de séquences de protéines
- Nucleotide : recherche de séquences de nucléotides (GenBank)
- EST : Expressed Sequence Tags Database
- GSS : Genome Survey Sequences Database
- Structure : structures macromoléculaires en 3D
- Genome : séquences complètes de génomes Mapping
- BioSystems : voies métaboliques et systèmes biologiques
- Books : livres en ligne
- CancerChromosomes : aberrations cytogénétiques des cancers
- Conserved domains : domaines conservés des protéines
- 3D Domains : domaines de protéines en 3D
- Epigenomics : modifications qui contrôlent l'expression des gènes
- Gene : information complète sur les gènes
- Genome Project : informations issues du Human Genome Project
- dbGAP : génotypes et phénotypes (database of Genotypes and Phenotypes)
- dbVar : variations structurelles de l'ADN (inversions, translocations, insertions et délétions)
- GENSAT : atlas d'expression de gènes du système nerveux central de la souris
- GEO Profiles : profils d'expression de gènes
- HomoloGene : séquences homologues chez des groupes eucaryotes
- Images : images, figures et tableaux provenant des articles déposés dans PubMed Central
- MeSH : Catalogue des descripteurs (Medical Subject Headings)
- NLM Catalog : données bibliographiques de la bibliothèque Nationale de Médecine américaine (NLM)
- OMIM : transmission  mendelienne chez l'homme
- OMIA : transmission  mendelienne chez l'animal
- Peptidome : données d'identification de peptides et de protéines par spectrographie de masse en tandem
- PMC : Pubmed Central, sous-ensemble de PubMed comportant l'intégralité des articles accessibles librement
- PopSet : données sur l'étude des populations (épidémiologie)
- Probe : séquences spécifiques pour sondes moléculaires
- Protein cluster :
- PubChem BioAssay : bio-activité des substances chimiques
- PubChem Compound : activité biologique et structure chimique de composés uniques
- PubChem Substance : activité biologique et structure chimique de composés complexes
- SNP : polymorphismes nucléotidiques simples
- SRA : données issues du séquençage de dernière génération [Short Read Archive (SRA)]
- Taxonomy : organismes dans GenBank Taxonomie
- UniGene : groupe de séquences transcrites issues d'un même gène
- UniSTS : séquences uniques de l'ADN dont la localisation est la position sont connues